# Hymn Indonezji
Indonesia Raya („Wielka Indonezja”) – hymn narodowy Indonezji. Autorem słów oraz kompozytorem jest Wage Rudolf Soepratman.

## Treść hymnu

### Tekst oryginalny
Indonesia tanah airku,
Tanah tumpah darahku,
Di sanalah aku berdiri,
Jadi pandu ibuku,
Indonesia kebangsaanku,
Bangsa dan tanah airku,
Marilah kita berseru:
Indonesia bersatu,
Hiduplah tanahku!
Hiduplah negeriku!
Bangsaku, rakyatku semuanya!
Bangunlah jiwanya!
Bangunlah badannya!
Untuk Indonesia Raya!
Refrain:
Indonesia Raya, merdeka,
Merdeka
Tanahku, negeriku yang kucinta,
Indonesia Raya, merdeka,
Merdeka
Hiduplah Indonesia Raya

### Treść hymnu w języku polskim
Indonezja, mój rodzinny kraj,
Moje miejsce narodzin,
Gdzie bronię,
Mój ojczysty kraj,
Indonezja moja narodowość,
Mój naród i mój kraj
Krzyknijmy:
Dla zjednoczonej Indonezji,
Niech żyje moja ziemia,
Niech żyje mój kraj,
Mój naród i wszyscy moi ludzie,
Umacniaj ich ducha,
Umacniaj ich ciała,
Dla Wielkiej Indonezji
Refren:
Wielka Indonezja wolna i niepodległa
Ziemia i kraj, który kocham
Wielka Indonezja wolna i niepodległa
Niech żyje Wielka Indonezja